# Wolf Point
Wolf Point ist eine Stadt im US-Bundesstaat Montana, Vereinigte Staaten und Verwaltungssitz des Roosevelt Countys. Es ist der größte Ort in der Fort Peck Indian Reservation, der Heimat von Indianern der Stämme Assiniboine und Sioux. In Wolf Point findet jährlich am zweiten Juliwochenende das Wild Horse Stampede statt, das älteste Rodeo in Montana.

## Geografie
Wolf Point liegt im Nordosten Montanas in den High Plains. Das Stadtgebiet hat eine Größe von 2,3 km² und befindet sich am Nordufer des Missouri River innerhalb eines breiten, flachen Tals.
Ungefähr 10 km südöstlich der Stadt befindet sich die historische Lewis and Clark Bridge, die auch als Wolf Point Bridge bekannt ist. Sie wurde 1930 als Verbindung zwischen Roosevelt County und McCone County über den Missouri River erbaut. Seit 1997 ist die Brücke im National Register of Historic Places eingetragen.
Im Jahr 2010 betrug die Einwohnerzahl 2621.

### Infrastruktur
Zu Wolf Point gehört der Flughafen L. M. Clayton Airport, von dem täglich Direktflüge nach Billings und Glasgow (Montana) möglich sind.
Der U.S. Highway 2, ein in West-Ost-Richtung quer durch den Norden der USA verlaufener Highway, verbindet Wolf Point mit anderen Städten vom Bundesstaat Washington bis Michigan. Über den Montana Highway 25 ist in östlicher Richtung zudem der Montana Highway 13 erreichbar, der bis nach Kanada führt.
Über die Eisenbahngesellschaft BNSF Railway wird Getreide von Wolf Point bis an die Pazifikküste und zu den Großen Seen transportiert. Des Weiteren liegt der Ort an der Strecke des Empire Builder, einem  Fernreisezug von Amtrak.

### Klima
Durch das semiaride Klima sind die Winter in Wolf Point in der Regel kalt und trocken, die Sommer hingegen heiß. In der Zeit vom späten Frühling bis zum Frühsommer regnet es durchschnittlich am meisten. Für die hohen Temperaturen im Sommer sind warme, nasse Luftmassen verantwortlich, die aus Süden und Osten in das Gebiet strömen können. Außerdem treten zu dieser Zeit häufig Gewitter auf, die mit Hagel und seltener sogar mit Tornados sogenannten Trichterwolken einhergehen können.
Im Gegensatz hierzu kann es im  Winter deutlich kälter als 0 °C werden; so wurden auch schon −42 °C erreicht. Jedoch treten dazwischen immer wieder Phasen milderen Wetters auf, die länger als 10 Tage andauern können. Diese werden vom Chinook verursacht, einem warmen Fallwind im Osten der Rocky Mountains.
|                       | Jan   | Feb   | Mär  | Apr  | Mai  | Jun  | Jul  | Aug  | Sep  | Okt  | Nov  | Dez   |   |       |
| Mittl. Tagesmax. (°C) | −4,7  | −0,6  | 7,3  | 16,1 | 21,7 | 26,7 | 31,6 | 30,2 | 23,6 | 15,8 | 5,2  | −2,8  | ⌀ | 14,2  |
| Mittl. Tagesmin. (°C) | −17,1 | −13,2 | −6,9 | −0,1 | 5,9  | 10,8 | 13,9 | 12,8 | 6,2  | −0,2 | −7,9 | −15,3 | ⌀ | −0,9  |
|                       |       |       |      |      |      |      |      |      |      |      |      |       |   |       |
| Niederschlag (mm)     | 9,7   | 7,4   | 12,7 | 18,3 | 48,5 | 85,1 | 49,3 | 44,4 | 34,0 | 17,8 | 8,4  | 8,6   | Σ | 344,2 |
|                       |       |       |      |      |      |      |      |      |      |      |      |       |   |       |
| Regentage (d)         | 2     | 2     | 2    | 3    | 6    | 8    | 6    | 5    | 4    | 2    | 2    | 3     | Σ | 45    |

| −17,1 |

| −13,2 |

| −6,9 |

| −0,1 |

| 5,9 |

| 10,8 |

| 13,9 |

| 12,8 |

| 6,2 |

| −0,2 |

| −7,9 |

| −15,3 |

| −17,1 |

| −13,2 |

| −6,9 |

| −0,1 |

| 5,9 |

| 10,8 |

| 13,9 |

| 12,8 |

| 6,2 |

| −0,2 |

| −7,9 |

| −15,3 |

## Verwaltung
Der Stadtrat besteht aus acht gewählten Mitgliedern, wobei je zwei aus jedem der vier Wards genannten Wahlbezirke kommen. Der Bürgermeister wird für vier Jahre gewählt.
Seit den Wahlen im November 2009 ist DeWayne Jager Bürgermeister von Wolf Point.

## Söhne und Töchter der Stadt
- Ted Schwinden (1925–2023), 19. Gouverneur von Montana